# Corylus americana
Corylus americana, американський фундук — вид листяних чагарників із роду Corylus, що поширений у східній і центральній частині Сполучених Штатів Америки і в південних частинах східної та центральної Канади. 

## Опис
Американський фундук досягає висоти приблизно від 2,5 до 5 м. Розкид крони від 3 до 4,5 м. Американськи фундук є середнім або великим кущем, який за деяких умов може набувати схожості з невеликим деревом. Часто рослина є багатостовбурною з довгими гілками, що ростуть назовні. Гілля утворює щільну розлогу або кулясту форму.
Цвіте дуже рано, до середини весни, утворюючи звисаючі тичинкові сережки від 4 до 8 см завдовжки і кисті з 2–5 крихітних маточкових квіток, укладених у захисні приквітки, з червоними кінчиками. Тичинкові сережки розвиваються восени і залишаються зимою. Кожна чоловіча квітка на сережці має пару приквітків і чотири тичинки. 

Американський фундук дає їстівні горіхи, які дозрівають між липнем і жовтнем. Кожен горішок укладений у два листоподібні приквітки з нерівномірно лацінованими краями.

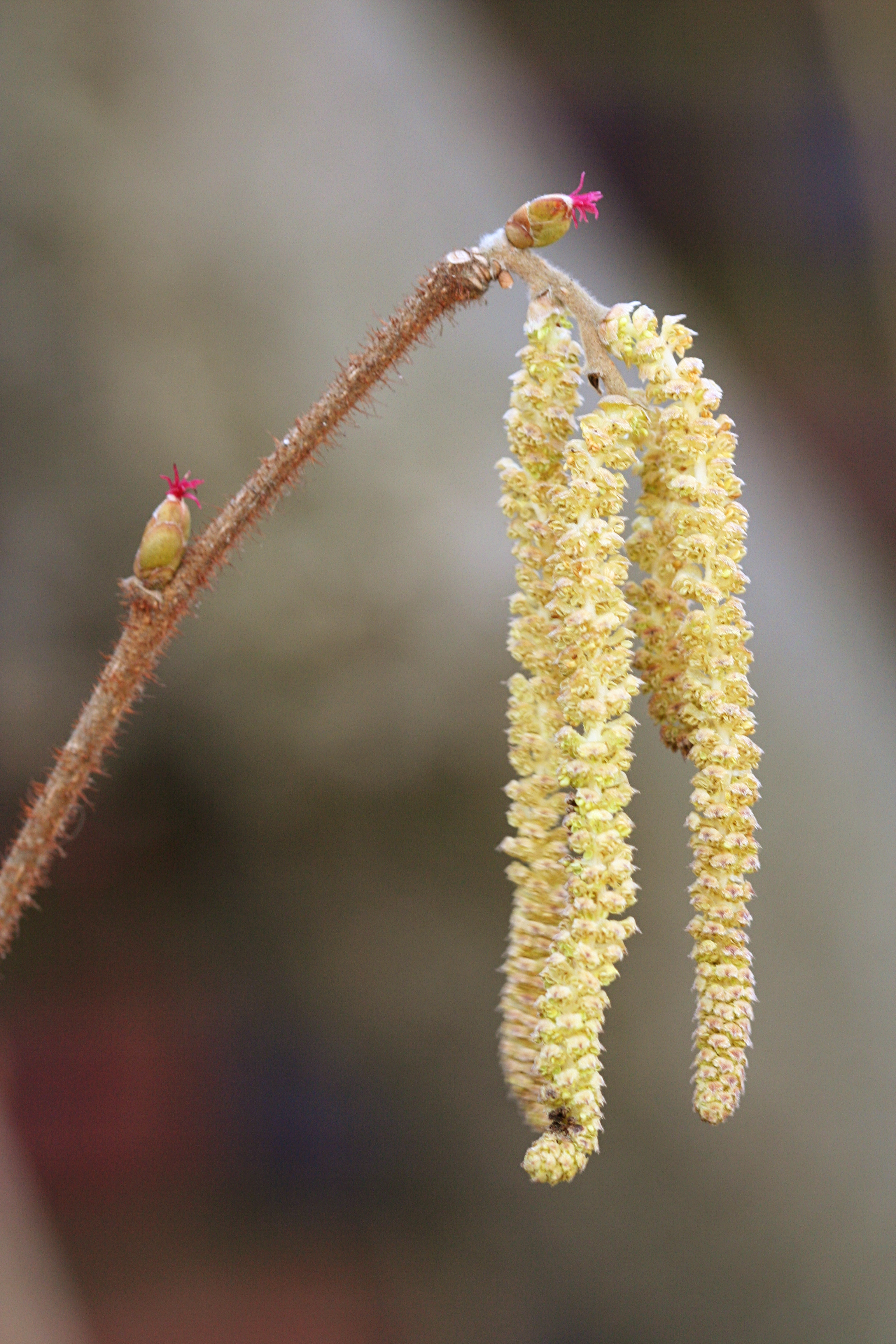
Маленькі жіночі квітки, схожі на бутони, і звисаючі тичинкові сережки
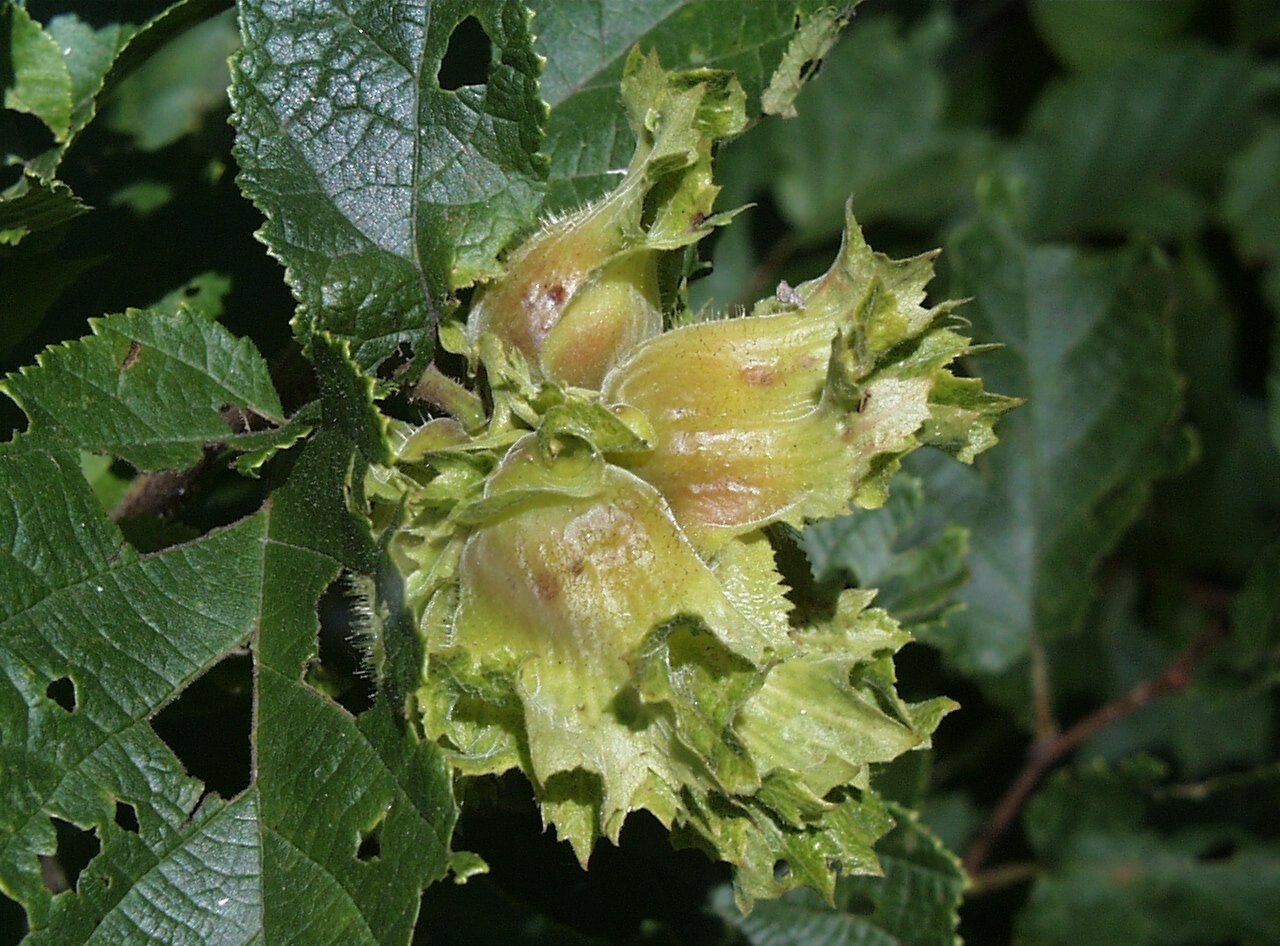
Плодове гроно (горіхи, укладені в листоподібні приквітки)

## Використання
Горіхи їстівні в сирому вигляді, зазвичай вони менші ніж культивовані горіхи (Corylus maxima, Corylus colurna, Corylus avellana, та їх гібриди). 

### Культивування
Corylus americana культивується як декоративна рослина для місцевих рослинних садів, а також у садах дикої природи для залучення та утримання фауни в місцевості. Існують культивовані гібриди Corylus americana з Corylus avellana, метою яких є поєднання більших горіхів з стійкістю до північноамериканського грибка Cryptosporella anomala.